# Tangara fulvicervix
Tangara fulvicervix, "rostnackad tangara", är en fågelart i familjen tangaror inom ordningen tättingar. Den betraktas vanligen som en underart av gyllennackad tangara (Tangara ruficervix), men urskiljs sedan 2016 som egen art av Birdlife International och IUCN.
När den urskiljs som egen art omfattar fågeln tre underarter med följande utbredning:
- amabilis – subtropiska norra Peru (söderut till Huánuco)
- inca – tropiska södra Peru (norrut till Junín)
- fulvicervix – yungas i nordvästra Bolivia (La Paz och Cochabamba).[4]

Den kategoriseras av IUCN som livskraftig.